# Ken MacLeod
Ken MacLeod, född 2 augusti 1954 i Skottland, är en brittisk science fiction-författare. Han debuterade med The Star Fraction, den första boken i Fall Revolution-kvadrologin. MacLeods böcker utforskar ofta politiska tankar; själv är han socialist med sympati för libertarianska tankegångar.

### Romaner
- The Star Fraction, 1995 (Fall Revolution)
- The Stone Canal, 1996 (Fall Revolution)
- The Cassini Division, 1998 (Fall Revolution)
- The Sky Road, 1999 (Fall Revolution)
- Cosmonaut Keep, 2000 (Engines of Light)
- Dark Light, 2001 (Engines of Light)
- Engine City, 2002 (Engines of Light)
- The Web: Cydonia, 1998
- The Human Front, 2002
- Newton's Wake, 2004
- Learning the World: First Contact, 2005
- The Highway Men, 2006
- The Execution Channel, 2007
- The Night Sessions, 2008
- The Restoration Game, 2010

### Samlingar
- Poems & Polemics, 2001
- Giant Lizards from Another Star, 2006
- The Invasion Dream and A Fertile Sea, 2006